# Ключевой (Ростовская область)
Ключевой — посёлок в Кагальницком районе Ростовской области.
Входит в состав Калининского сельского поселения.

## География
В посёлке имеются дае улицы: Весенняя и Школьная.

## История
В 1987 г. указом ПВС РСФСР поселку второго отделения Кагальницкого зерносовхоза присвоено наименование Ключевой.

## Население
| 2010 |
| ---- |
| 228  |